# Donauknæet
Donauknæet (ungarsk: Dunakanyar) er betegnelsen for en strækning af floden Donau ca 40 km nord for Budapest i det nordlige Ungarn.
Donau slår nogle sving kort efter Esztergom inden den i en relativt ret vinkel drejer sydover ved Visegrád. Langs denne del af Donau ligger nogle af Ungarns mest besøgte turistbyer (for eksempel Esztergom, Visegrád og Szentendre).

## Billedgalleri
47°47′57″N 19°5′30″Ø / 47.79917°N 19.09167°Ø